# Senatul legionar
Senatul legionar a fost un organ consultativ al Mișcării Legionare 
constituit cu ocazia primei adunări naționale a șefilor de cuibuiri legionare desfășurată la Iași, în casele generalului Ion Tarnoschi, între 3-4 ianuarie 1929.

## Scurt istoric
Senatul a fost înființat la initiațiva lui Corneliu Zelea Codreanu ca urmare a rupturii dintre acesta și mentorul său, profesorul A. C. Cuza. Senatul legionar era conceput ca o contrapondere și un fel de instanță supremă a Mișcării Legionare cu menirea de a-i conferi o aureolă academică și morală. 
„(membrii Senatului ...) Nu sunt aleși. Sunt indicați de șeful Legiunii și sunt cooptați de Senat. Este treapta cea mai înaltă la care poate aspira un legionar. ”— Codreanu, citat de Scurtu, 2011 
În instrucțiunile de organizare ale partidului „Totul pentru Țară” se preciza:
„Membrii în Senatul Legionar sînt numiți din membrii marcanți, cu sau fără tabără și școli, cu sau fără vechime, făcînd sau nefăcînd parte dintr-un cuib, membri din orice categorie socială, fie intelelectuali, fie muncitori, fie orășeni, fie țărani, fie boieri, fie răzeși, fie bogați, fie săraci...”— Mușat și Ardeleanu, 1988 
În cartea sa Pentru legionari, redactată ulterior, în 1936, Corneliu Zelea Codreanu definea Senatul Legionar ca „Un for compus din bătrâni peste 50 de ani, intelectuali, țărani sau muncitori, care au trăit o viață de mare corectitudine, au dat dovadă de credință în viitorul legionar și de înțelepciune. Ei vor fi convocați în momente grele, ori de câte ori se va simți nevoia de sfatul lor.”.

## Criterii de numire
În fapt, criteriile de numire s-au îndepărtat substanțial de cele enunțate de Codreanu: senatorii pe care i-a numit în pripă, chiar în timpul ședinței de înființare, și cei care au fost cooptați ulterior nu includeau „țărani sau muncitori”, nu au fost cercetați dacă „au trăit o viață de mare corectitudine, au dat dovadă de credință în viitorul legionar și de înțelepciune” și nu îndeplineau condiția de vârstă. Codreanu însuși, care s-a auto-plasat în fruntea acestui senat, nu împlinise 29 de ani. Primii senatori ai Legiunii au fost Hristache Solomon, general dr. Ion Macridescu, general Ion Tarnoschi, Spiru Peceli, colonel Paul Cambureanu și Ion Butnaru. Ulterior, au fost cooptați Constantin Papanace (25 ani), profesorii Nae Ionescu (39 ani), Corneliu Șumuleanu (un timp conducător al Senatului), Traian Brăileanu (47 ani, profesor universitar de sociologie la Universitatea din Cernăuți), Sextil Pușcariu și Ion Găvănescu, generalii Băgulescu, Dona, Trandafirescu, Ghenea, Economu și Gheorghe Cantacuzino-Grănicerul, coloneii Ștefan Zăvoianu (47 ani, condamnat la moarte și degradat de un tribunal militar), Vasile Piperescu, Paul Cambureanu, Malamuceanu, Mihail Polihroniade (23 ani), Mihail Manoilescu (38 ani), Dr. Ion Pantelimon, farmacistul Aristotel Gheorghiu, preotul Duminică Ionescu, Constantin Petrovicescu ș. a.